# Guerre sino-indienne
La guerre sino-indienne est un conflit ayant opposé la Chine et l'Inde en 1962, pour le contrôle de territoires himalayens.

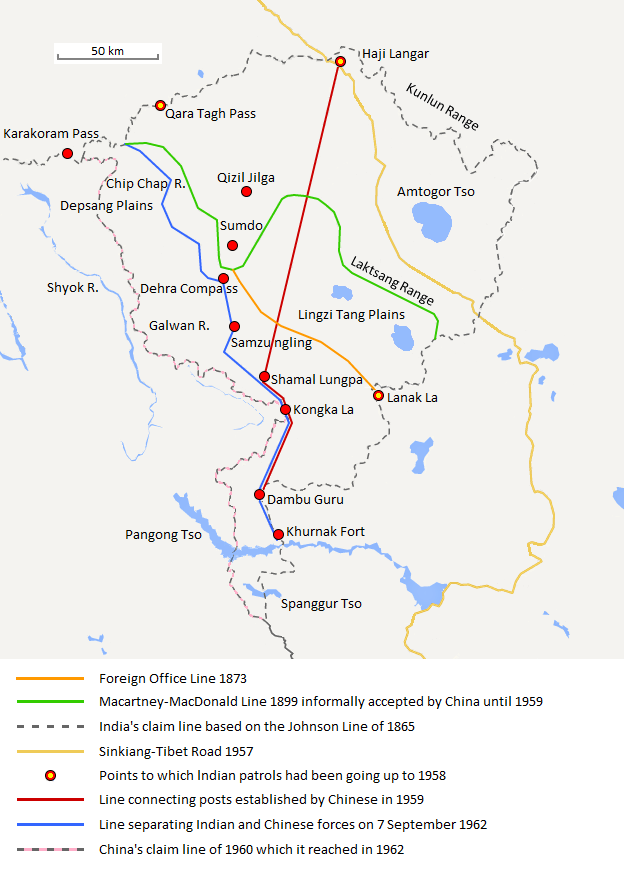
Carte des revendications indiennes et chinoises de la frontière dans la région occidentale (Aksai Chin), la, la frontière du Foreign Office, ainsi que la progression des forces chinoises qui occupaient des zones pendant la guerre sino-indienne.

## Préambule
Le conflit territorial opposant l'Inde à la Chine est hérité de partages coloniaux. En 1914, le Royaume-Uni, qui avait colonisé l'Inde, impose comme frontière la ligne McMahon, qui incorpore à l’Inde britannique des territoires que la Chine considère comme historiquement siens : l’Aksai Chin et l’Arunachal Pradesh.

La ligne McMahon ne sera jamais reconnue par les pouvoirs chinois successifs, mais la faiblesse de la Chine jusqu'aux années 1950 ne permet pas à Pékin de faire valoir ses droits face à l'Empire britannique.

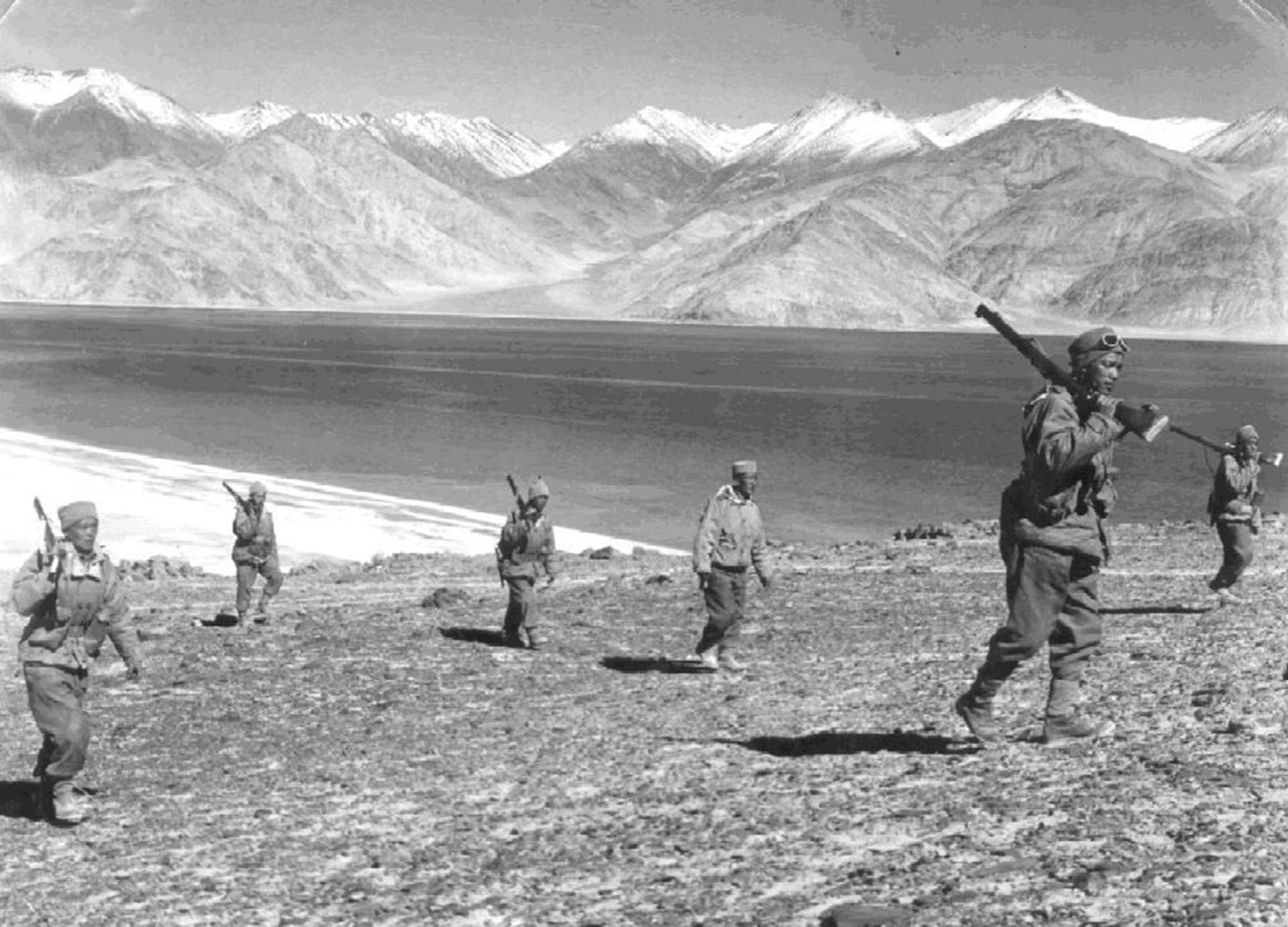
Soldats indiens en patrouille pendant la guerre frontalière sino-indienne de 1962.

Après l'annexion du Tibet en 1951, la Chine a repoussé sa frontière sud-ouest au détriment de l'Inde. L'armée populaire de libération pénétra au Ladakh le 7 août 1959, dans l'Himalaya occidental, et y construisit une route reliant l'Aksai Chin à la région autonome du Xinjiang. En réaction, le gouvernement indien envoie une expédition militaire dans les territoires contestés de l’Arunachal Pradesh, suscitant l’inquiétude de la RPC, qui craint un encerclement issu d’une alliance militaire de l’Inde avec les États-Unis. Zhou Enlai, ministre chinois des Affaires étrangères, propose à Nehru des négociations, qui aboutissent en 1954 à la signature d’un accord d’amitié et de non-agression, lequel ne résout toutefois pas la question des frontières.
En décembre 1961, l'Inde reprend Goa à l’Empire colonial portugais, ce qui renforce les craintes de Pékin vis-à-vis des intentions indiennes dans l’Himalaya. Celles-ci se manifestent à travers la Forward Policy, une nouvelle orientation stratégique, considérée par la suite comme l’élément déclencheur des hostilités, qui consistait à édifier des postes et bases militaires les plus avancés possible dans les territoires disputés.

## Conflit de 1962

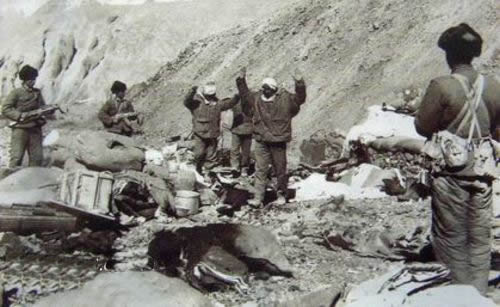
Des soldats indiens se rendent aux forces chinoises pendant la guerre sino-indienne de 1962.

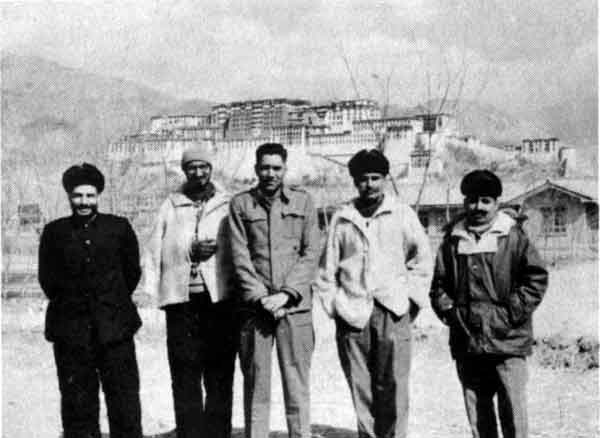
Prisonniers militaires indiens au Tibet devant le Potala.

Le 20 octobre 1962, l’Armée populaire de libération lance 80 000 soldats à l’attaque du territoire indien simultanément en Aksai Chin (à Rezang La (en)) et en North-East Frontier Agency, devenu en 1972 l'Arunachal Pradesh (à Tawang).
Les faibles garnisons des forces armées indiennes le long des 2 500 km de la frontière dont l'altitude dépasse parfois les 5 000 mètres ne sont pas préparées à répondre à cette agression et battent rapidement en retraite, 80 % des soldats défendant les postes avancés périssent ou sont faits prisonniers. 
L'armée chinoise occupe les territoires de l'Aksai Chin au Cachemire et du futur État indien de l'Arunachal Pradesh, dans l'Assam, des zones très montagneuses revendiquées par la Chine. Nehru réclame dans deux lettres envoyées au président américain John Fitzgerald Kennedy l’intervention aérienne des États-Unis. Le conflit coïncide avec la crise des missiles de Cuba. Selon Ted Sorensen, un des proches conseillers de Kennedy à l'époque, celui-ci craint que cette guerre n’aboutisse à « une guerre totale entre les deux nations les plus peuplées au monde pouvant rivaliser avec la confrontation dans les Caraïbes en termes d’implications sur le long terme ».
Le 19 novembre, le premier ministre indien Nehru demande l'appui des forces aériennes des États-Unis alors que le programme d'acquisition de MiG-21 soviétiques est gelé par Moscou. Même si le président Kennedy n'a pas accepté la demande de Nehru concernant l'envoi de 12 escadrons d'avions de chasse américains, il a chaleureusement accueilli le geste amical de l'Inde et a accepté de fournir immédiatement aux Indiens une aide aérienne significative, ordonnant aux moyens de la marine américaine de s'approcher de l'océan Indien, près de l'Inde.
La Chine décrète unilatéralement un cessez-le-feu le 21 novembre 1962, au lendemain du jour où les États-Unis ont mis fin à toutes leurs actions de quarantaine contre les Soviétiques dans les Caraïbes, mettant fin à la crise des missiles de Cuba.
Elle conserve – jusqu’à présent – la région de l’Aksai Chin, depuis revendiquée par l’Inde, et lui rend l’Arunachal Pradesh, qu’elle continue à revendiquer.
Le bilan, côté indien, est de 1 383 soldats morts, 1 696 disparus et 3 968 prisonniers ; les Chinois n’ont jamais donné le leur.

## Suites et conséquences

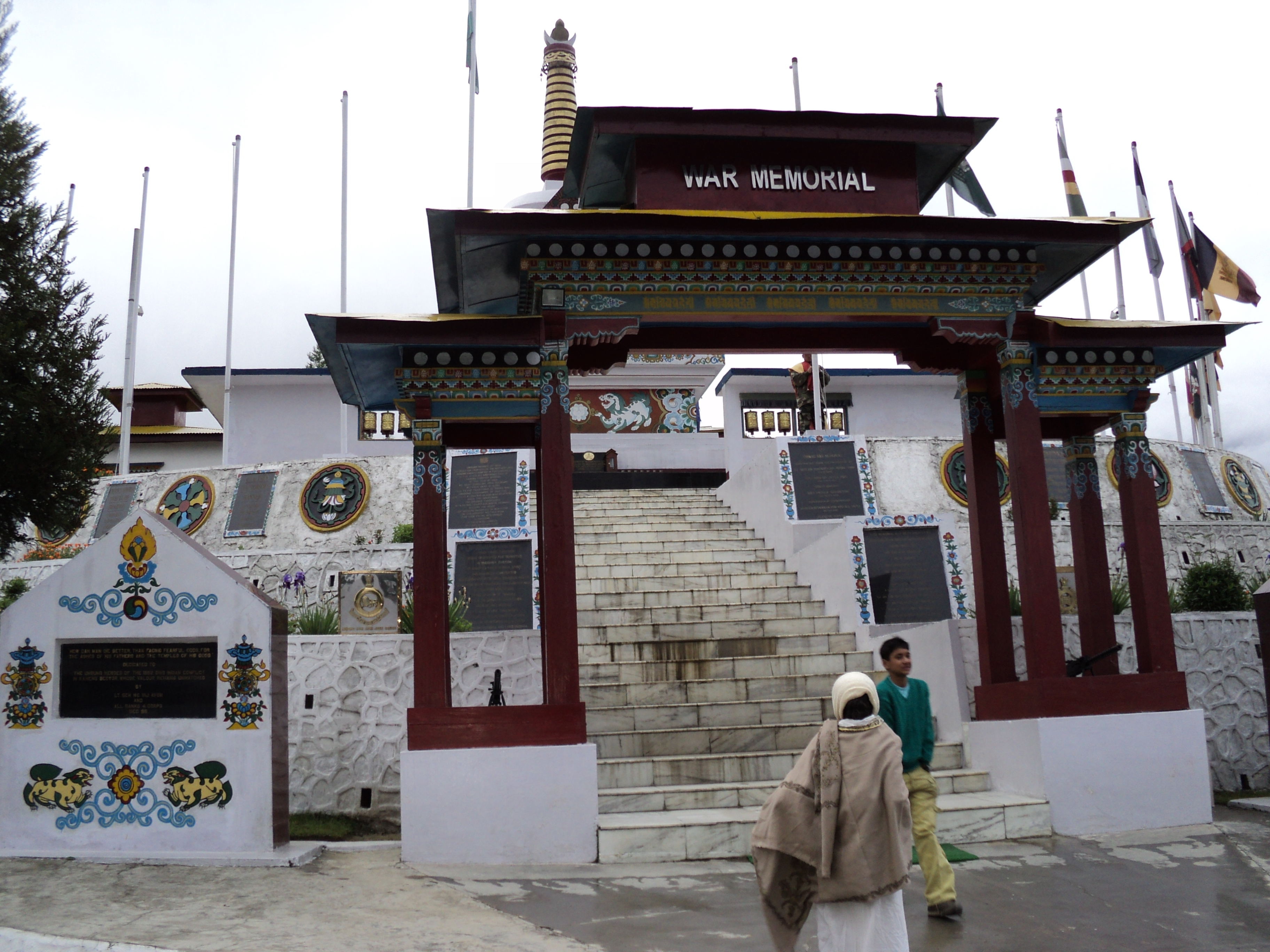
Tawang : Mémorial de la guerre sino-indienne de 1962.

Après la fin de la guerre, la Chine conclut rapidement une série de traités avec la Birmanie, le Népal et le Pakistan, grand rival de l’Inde dans la région. François Bougon de Mediapart estime en 2020 que ce conflit a « accouché de l’Asie moderne en forgeant des alliances encore intactes aujourd’hui : l’Inde avec les États-Unis, le Pakistan tourné vers la Chine, malgré ses liens avec les Américains ».
Cette guerre eut une influence notable sur la rupture sino-soviétique, le gouvernement soviétique ayant pris implicitement parti pour l'Inde, alors que le gouvernement des États-Unis la soutint ouvertement,. Si, dans le contexte de la guerre froide, la Chine est alors présentée, selon François Bougon, « comme un acteur irrationnel, guidé par un dictateur fou et avide d’imposer le communisme dans le monde entier », « à mesure que la Chine s’est rapprochée des États-Unis à la fin des années 1960, puis après son ouverture à la fin des années 1970 et son intégration dans le système capitaliste mondialisé, une lecture moins manichéenne s’est fait jour[réf. nécessaire]. Notamment à partir de la publication en 1970 de l’ouvrage du journaliste australien correspondant du quotidien britannique Times en Inde à l’époque Neville Maxwell (en), India’s China War,  considéré comme une analyse révisionniste de la guerre sino-indienne de 1962, et rejetant la faute sur l'Inde. Pour lui, Nehru avait provoqué le conflit en lançant une politique agressive à partir de la fin 1961, la « Forward Policy » – elle consistait à édifier des postes militaires le plus avant possible dans les territoires disputés, voire à en construire derrière des positions chinoises – et en refusant tout compromis avec Pékin ». Cependant, pour d'autres spécialistes, Nehru est critiqué pour avoir sacrifié — avant 1962 et en vain — le Tibet pour développer l'amitié entre l'Inde et la Chine. Pour Claude Arpi, le conflit est la réponse des dirigeants chinois au refuge accordé par l'Inde au 14e dalaï-lama et aux Tibétains en 1959. Le lien entre ces événements est indiqué par l'identité du lieu où le dalaï-lama passa la frontière entre l'Inde et le Tibet et où le conflit sino-indien débuta.
En octobre 1962, le Consulat général de l'Inde à Lhassa est fermé et n'a pas été rouvert depuis lors,. 
Le 14 novembre 1962, vers la fin de la guerre sino-indienne, le gouvernement de Nehru ordonna la formation d'une force d'élite de guérilla, les Forces spéciales des frontières, incorporant essentiellement des réfugiés tibétains.
Des Lockheed U-2 de la CIA sont appelés à surveiller la frontière sino-indienne dès le 5 décembre 1962 depuis la Thaïlande puis à partir de la base aérienne de Charbatia (en), près de Cuttack en Inde, de fin mai 1964 jusqu'en juillet 1967.
En 1965, durant la deuxième guerre indo-pakistanaise, la Chine a menacé d'intervenir militairement au côté du Pakistan. 
Jawaharlal Nehru, qui avait tenté de se rapprocher de la Chine, fut brisé par la guerre sino-indienne et prit conscience qu'il avait été trompé par Mao Zedong et Zhou Enlai. Après sa mort le nouveau Premier ministre, Lâl Bahâdur Shâstrî, adopta une attitude plus ferme au sujet du Tibet et son gouvernement vota en faveur de la résolution sur l'autodétermination du Tibet de 1965, contrairement aux résolutions de 1959 et 1961.
En avril 2005, un accord sino-indien est intervenu afin de régler leur différend frontalier, accord fixant les « grands principes » pour un règlement « définitif » du contentieux frontalier qui les oppose le long de l'Himalaya depuis la guerre de 1962.
Les violations de frontière par les forces chinoises restent malgré cela fréquentes avec, en 2008, 270 cas recensés entraînant une augmentation de la présence militaire indienne sur la zone. En 2010, le différend frontalier n'est toujours pas réglé.
En 2011, la Chine renforce ses troupes le long de la ligne de démarcation, déploie des missiles balistiques et multiplie les incursions en territoire indien, provoquant ainsi un regain de tension. En réponse, l'armée indienne a prévu de recruter 100 000 soldats sur cinq ans pour les déployer aux abords de la ligne de contrôle et d'y installer des missiles de croisière.
Quelques années plus tard, en 2017, la Chine a entrepris la construction d'une route à usage militaire dans le Doklam, une région montagneuse frontalière du Bhoutan, de la Chine et de l'Inde. La construction de cette route stratégique, permettant à la Chine d'acheminer rapidement hommes et matériels à sa frontière avec l'Inde, a provoqué pendant plusieurs mois un face à face extrêmement tendu entre les deux nations, avant qu'un accord ne soit finalement signé le 29 août 2017. Au mois de janvier 2018, des images satellites fuitant dans la presse indienne ont toutefois révélé un déploiement massif des forces chinoises et une fortification de la région frontalière, en totale contradiction avec les termes de l'accord de désengagement signé le 29 août 2017. Sans autre justification, tout porte à croire que le conflit frontalier n'a pas encore été réglé.
Des accrochages reprennent lors du combat de la vallée de Galwan en 2020.